# Nadia González Dávila
Nadia González Dávila es una guionista, profesora y directora de escena mexicana especializada en teatro para niños y jóvenes.Escribió el guion de La increíble historia del Niño de Piedra, premio Ariel 2016 a la Mejor Película de Animación.

## Biografía
Ha publicado en las revistas Artes Escénicas, Paso de Gato, la Revista Anual de la ASSITEJ Internacional; y es traductora en el Youth Theatre Journal, de la American Alliance for Theatre and Education. Fue guionista y directora de escena en el programa Bizbirije, en Canal 11, y de El Espacio de Tatiana, en TELEVISA. Cuenta con el grado de Maestría en Pedagogía Sistémica por el CUDEC.

## Trayectoria artística
Colaboró con Mireya Cueto en la obra: Nahui Ollin, La Leyenda de los Soles; representando a México en el IX Festival Mundial de Teatros de Marionetas. Además, fue Ponente en el 1er Encuentro de Trabajadores de los Títeres, en la UACM; y en el 1.er y 2.º Coloquio: El títere y las Artes Escénicas, en la UV. Participó en el Tercer Encuentro Iberoamericano de Escritores Cinematográficos, 2015. Fue facilitadora de talleres de escritura de cine para público infantil en el IMCINE (2016 y 2017) y en el Centro de Capacitación Cinematográfica en 2019. También incursionó como maestra de actuación en el CEA Infantil de Televisa. Además, fue asesora literaria para Mantarraya Producciones y ha publicado artículos en la Revista Artes Escénicas, Paso de Gato, CineTOMA, y en la Revista Internacional de la ASSITEJ. 
Fue parte del jurado convocado por la Coordinación Nacional de Teatro, y el Centro Cultural España, que seleccionó la obra de teatro que representará a México en el Festival de Almagro 2019. Ha sido maestra en la Facultad de Filosofía y Letras del Colegio de Literatura Dramática y Teatro en la Universidad Nacional Autónoma de México, también colabora como traductora al español para la Revista de la ITIARYN, publicada en EUA. Participó como ponente en el Coloquio de homenaje a la escritora Luisa Josefina Hernández en la Facultad de Filosofía y Letras de la UNAM. 

## Reconocimientos
- Escribió el guion de La increíble historia del Niño de Piedra,[5] premio Ariel 2016 a la Mejor Película de Animación.
- La Leyenda de los Soles, obra de la que fue coproductora y coguionista fue seleccionada para representar a México en el IX Festival Mundial de Teatros de Marionetas, en Francia.